# Ogovea cameroonensis
Ogovea cameroonensis - gatunek kosarza z podrzędu Cyphophthalmi i monotypowej rodziny Ogoveidae.

## Opis
Krótkonogi gatunek kosarza osiągający do 5 mm długości ciała, będąc największym przedstawicielem swojego rodzaju.

## Występowanie
Gatunek endemiczny dla Kamerunu, znany dotąd tylko z Forêt d'Ototomo, w rejonie Jaunde.